# Kulusuk (ö)
Kulusuk är en ö i kommunen Sermersooq, utanför Grönlands sydöstra kust. På ön ligger orten Kulusuk som är den fjärde största orten på hela Östra Grönlands kust.  På ön ligger även Kulusuk flygplats.